# PR Klub
PR Klub byl profesní a oborovou organizací sdružující přibližně 350 profesionálů v oblasti komunikace a public relations.
V září 2024 PR Klub zanikl a místo něho vznikla nová Asociace strategické komunikace a vztahů s veřejností. Už od ledna 2023 PR Klub měnil svůj charakter od klubu k asociaci, když začal do svých řad přijímat i firmy, agentury a instituce, pro které jsou profesionální komunikace a budování dobré reputace důležité.
Cílem klubu bylo podporovat profesní růst svých členů a rozvoj oboru. Pravidelně organizoval vzdělávací akce, diskuze a setkávání týkající se aktuálních oborových a celospolečenských témat z pohledu komunikace. V PR Klubu vznikla největší komunikační soutěž v Česku Zlatý středník či profesní ocenění Mluvčí roku. PR Klub je jednou z nejstarších oborových profesních organizací, vznikl v roce 1998. Od června 2023 byl členem mezinárodní asociace Global Alliance for Communication and Reputation Management, která celosvětově sdružuje více než 360 000 profesionálů a organizací z více než 120 zemí světa.
Poslední vedení PR Klubu tvořil jeho Výkonný výbor, jehož předsedou byl Pavel Vlček, místopředsedkyní Patricie Šedivá, a členy Jana Pečenková, Kateřina Pavlíková a Ladislav Kříž. Od května 2016 byla zřízena nová pozice výkonného ředitele, kterou od roku 2019 zastává Michaela Pišiová.
Od roku 2002 začal PR Klub organizovat soutěž Zlatý středník, která je v tuzemsku nejstarší oborovou soutěží hodnotící komunikační projekty a firemní média. Od roku 2020 je soutěž otevřená také pro projekty slovenských přihlašovatelů. 
Od roku 2019 PR Klub na základě dohody s původními organizátory, kterými byly Komora Public Relations a Klub Mluvčích, organizuje profesní ocenění Mluvčí roku, v němž jsou oceňování ti nejlepší komunikátoři v kategoriích Mluvčí roku veřejného a neziskového sektoru, Mluvčí roku soukromého sektoru a PR tým roku. 